# Mikhail Rosheuvel
Mikhail Rosheuvel (Amsterdam, 10 augustus 1990) is een Nederlands voetballer die doorgaans als aanvaller speelt. Zijn neef Darren Rosheuvel is ook voetballer.

## Carrière
Rosheuvel begon met voetballen bij de f-jes van amateurvereniging ZVV Zaanlandia. Ajax nam hem op in de jeugdopleiding, maar stuurde hem een jaar later weg. Rosheuvel voetbalde vervolgens bij amateurvereniging Hellas Sport en werd ditmaal opgepikt door AZ. Hij doorliep in acht jaar tijd alle jeugdteams van de AZ Jeugdopleiding. Hier raakte hij bevriend met Toni Kolehmainen.
Rosheuvel speelde van 2009 tot 2012 met Almere City FC in de Eerste divisie. In de zomer van 2012 keerde hij terug naar AZ, maar brak hier niet door. Daarop tekende hij in de winterstop van het seizoen 2014/15 een contract voor anderhalf jaar bij SC Cambuur, met een optie voor nog een seizoen. In mei 2016 degradeerde hij met de club uit de Eredivisie.
Rosheuvel daalde niet met Cambuur af naar de Eerste divisie. In plaats daarvan tekende hij in juni 2016 een contract tot medio 2018 bij Roda JC Kerkrade, de nummer veertien van de Eredivisie in het voorgaande seizoen. Dat nam hem transfervrij over.
Rosheuvel speelt sinds het seizoen 2018/19 bij NAC Breda dat hem transfervrij overnam. Hij degradeerde dat seizoen met NAC Breda voor de derde keer in zijn carrière naar de Eerste divisie. Rosheuvel daalde echter niet met NAC af, maar trok naar het Midden-Oosten om te gaan voetballen bij Al Dhafra. Per 1 februari 2020 werd zijn contract ontbonden.

### Carrièrestatistieken
| Seizoen         | Club              | Land                         | Competitie      | Competitie | Competitie | Beker | Beker | Internationaal | Internationaal | Overig | Overig | Totaal | Totaal |
| Seizoen         | Club              | Land                         | Competitie      | Wed.       | Dlp.       | Wed.  | Dlp.  | Wed.           | Dlp.           | Wed.   | Dlp.   | Wed.   | Dlp.   |
| --------------- | ----------------- | ---------------------------- | --------------- | ---------- | ---------- | ----- | ----- | -------------- | -------------- | ------ | ------ | ------ | ------ |
| 2009/10         | FC Omniworld      | Nederland                    | Eerste divisie  | 29         | 1          | 0     | 0     | 0              | 0              | 0      | 0      | 29     | 1      |
| 2010/11         | Almere City FC    | Nederland                    | Eerste divisie  | 27         | 5          | 0     | 0     | 0              | 0              | 0      | 0      | 27     | 5      |
| 2011/12         | Almere City FC    | Nederland                    | Eerste divisie  | 34         | 8          | 2     | 0     | 0              | 0              | 0      | 0      | 36     | 7      |
| 2012/13         | AZ                | Nederland                    | Eredivisie      | 14         | 0          | 1     | 0     | 1              | 0              | 0      | 0      | 16     | 0      |
| 2013/14         | AZ                | Nederland                    | Eredivisie      | 0          | 0          | 0     | 0     | 0              | 0              | 0      | 0      | 0      | 0      |
| 2013/14         | → Heracles Almelo | Nederland                    | Eredivisie      | 34         | 4          | 3     | 1     | 0              | 0              | 0      | 0      | 37     | 5      |
| 2014/15         | AZ                | Nederland                    | Eredivisie      | 9          | 1          | 1     | 1     | 0              | 0              | 0      | 0      | 10     | 2      |
| 2014/15         | SC Cambuur        | Nederland                    | Eredivisie      | 14         | 3          | 1     | 0     | 0              | 0              | 0      | 0      | 15     | 3      |
| 2015/16         | SC Cambuur        | Nederland                    | Eredivisie      | 20         | 0          | 1     | 0     | 0              | 0              | 0      | 0      | 21     | 0      |
| 2016/17         | Roda JC Kerkrade  | Nederland                    | Eredivisie      | 36         | 2          | 1     | 0     | 0              | 0              | 0      | 0      | 37     | 2      |
| 2017/18         | Roda JC Kerkrade  | Nederland                    | Eredivisie      | 35         | 2          | 3     | 1     | 0              | 0              | 0      | 0      | 38     | 3      |
| 2018/19         | NAC Breda         | Nederland                    | Eredivisie      | 33         | 5          | 1     | 0     | 0              | 0              | 0      | 0      | 34     | 5      |
| 2019/20         | Al Dhafra         | Verenigde Arabische Emiraten | Gulf League     | 11         | 1          | 0     | 0     | 0              | 0              | 0      | 0      | 11     | 1      |
| 2020/21         | Al Dhafra         | Verenigde Arabische Emiraten | Gulf League     | 24         | 3          | 2     | 0     | 0              | 0              | 0      | 0      | 26     | 3      |
| Carrière totaal | Carrière totaal   | Carrière totaal              | Carrière totaal | 320        | 35         | 16    | 3     | 1              | 0              | 0      | 0      | 337    | 37     |

## Erelijst
Met  AZ
| Competitie         | Aantal | Jaren   |
| ------------------ | ------ | ------- |
| Winnaar KNVB beker | 1x     | 2012/13 |